# Canal Extremadura Radio
Canal Extremadura Radio  es el nombre comercial de la radio autonómica de Extremadura. La Sociedad Pública de Radiodifusión Extremeña, S.A.U. se creó el 27 de marzo de 2005. Tanto Canal Extremadura Radio como Canal Extremadura Televisión, el canal de televisión autonómico, pertenecen a la Corporación Extremeña de Medios Audiovisuales (CEXMA) creada por la Ley 4/2000.
En diciembre de 2005 comenzaron sus emisiones en pruebas con 24 horas de emisión de programas musicales. El 5 de junio de 2006 amplió su oferta con el estreno de sus servicios informativos, mediante el informativo matinal Primera Hora, siendo su primer presentador el periodista extremeño Manu Pérez. Desde 2011, junto a la televisión, forma parte de una única sociedad; la Sociedad Pública de Radiodifusión y Televisión Extremeña, SAU. 
Sus instalaciones se encuentran en Mérida, la capital autonómica, y cuenta con delegaciones en Badajoz, Plasencia y Cáceres y la abandonada sucursal en Villanueva de la Serena.
Uno de sus mejores locutores ha sido Fernando Pérez Cáceres Herrero con Cielo Líquido (2006-2011 en Canal Extremadura Radio)
Emite por FM, DVB-S, DVB-T e Internet.

## Directores
Jeremías Clemente Simón (2005-2008)
Laura Cruz Vicente (2011 - 2016)
Charo Calvo (2016-actualidad)

## Frecuencias[2]
Provincia de Badajoz
- Badajoz: 100.8 FM
- Fregenal de la Sierra: 96.7 FM
- Mérida: 87.9 FM
- Zafra: 98.1 FM
- Cabeza del Buey: 88.7 FM

 Provincia de Cáceres
- Belvís de Monroy: 92.9 FM
- Cáceres: 104.0 FM
- Gata: 98.5 FM
- Jaraíz de la Vera: 99.9 FM
- Montánchez: 102.6 FM
- Navalmoral de la Mata: 95.9 FM
- Plasencia: 102.0 FM
- San Martín de Trevejo: 89.1 FM
- Guadalupe:102.9 FM

 Provincia de Sevilla
- Guadalcanal: 99.7 FM